# Caminando (canción de Ciro y los Persas)
«Caminando» es una canción y sencillo del grupo musical de Argentina Ciro y los Persas, incluida originalmente en su segundo álbum de estudio titulado 27 del año 2012. Fue lanzada como sencillo el 18 de febrero de 2014.

## Video musical
El video musical fue publicado el 18 de febrero de 2014 en la cuenta oficial de YouTube. Fue dirigido por Carpo Cortés y cuenta con la participación de las actrices de Argentina Eva de Dominici y Katja Martínez, la hija del vocalista Andrés Ciro Martínez.

## Formación
- Andrés Ciro Martínez: Voz y armónica.
- Joao Marcos Cezar Bastos: Bajo y coros.
- Juan Manuel Gigena Ábalos: Guitarra y coros.
- Rodrigo Pérez: Guitarra y coros.
- Julián Isod: Batería y coros.